# 奥尔塔-迪阿泰拉
奥尔塔-迪阿泰拉（義大利語：Orta di Atella），是意大利卡塞塔省的一个市镇。总面积10平方公里，人口23319人，人口密度2331.9人/平方公里（2009年）。ISTAT代码为061053。